# Granaten op Grenada

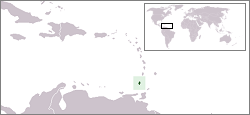
De ligging van Grenada in de Caraïbische zee.

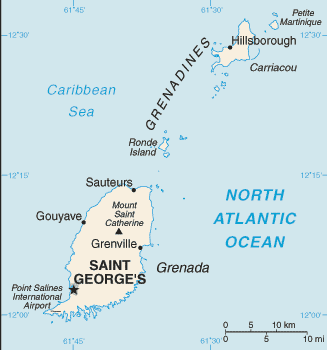
Een overzichtskaart van Grenada.

Granaten op Grenada is een spionageroman van auteur Gérard de Villiers en is het 67e deel uit de S.A.S.-reeks met als protagonist de Oostenrijkse prins en freelance CIA-agent Malko Linge.

## Het verhaal
Op het kleine eiland Grenada in het Caraïbisch gebied wordt de gepensioneerde Malcolm Siddeley dood aangetroffen na gruwelijk gemarteld te zijn. Siddeley had een voorliefde voor zeilboten en mooie vrouwen maar was tevens een oud-medewerker van de Britse geheime dienst MI-5 en voerde af en toe nog kleine opdrachten voor zijn voormalige werkgever uit.
De laatste opdracht die hij uitvoerde had betrekking op de activiteiten die de Cubanen op het eiland ontplooiden. Zo hadden de Cubanen het eiland een luchthaven geschonken die in geen verhouding stond tot het te verwachten vliegverkeer van en naar het eiland. De Britse geheime dienst vermoedt dan ook dat de luchthaven als dekmantel dienstdoet om raketten op het eiland te stationeren.
De Britten benaderen de Amerikanen en deze sturen Malko naar het eiland voor nader onderzoek.
Malko dient daar contact te leggen met een informant die beschikt over informatie inzake een geheim memorandum van overeenstemming tussen Cuba en Grenada over het plaatsen van Cubaanse raketten op het eiland.
Kan Malko voorkomen dat de raketten op het eiland worden geplaatst? Of dienen de Verenigde Staten met harde hand integrijpen? Een invasie van het tropische eiland wordt zelfs niet uitgesloten.

## Personages
- Malko Linge, een Oostenrijkse prins en CIA-agent;
- Malcolm Siddeley, een gepensioneerd medewerker van de Britse MI-5;
- Luisa Herrera, een geheim agent van de Cubaanse geheime dienst.

## Waargebeurde feiten
In 1983 werd een staatsgreep gepleegd door generaal Huson Austin en voor de Verenigde Staten was het duidelijk dat Cuba erachter zat.
Met steun van Dominica en enkele andere Caraïbische landen, gingen de Verenigde Staten over tot militaire actie. Na de invasie gaven de Verenigde Staten miljoenen dollars aan economische steun. De Amerikaanse regering steunde bovendien een pro-Amerikaanse kandidaat bij de verkiezingen van 1984.
Het verhaal Granaten op Grenada verscheen ruim 15 maanden voordat de Amerikanen tot een invasie overgingen. Gérard de Villiers toonde hiermee aan over een vooruitziende blik te beschikken en de geopolitieke situatie juist te hebben ingeschat en toont eens temeer aan dat de kracht van de S.A.S.-reeks is gelegen in de ongeëvenaarde geopolitieke authenticiteit van de verhaallijnen.